# FutuRIS
 (décembre 2022).
FutuRIS (acronyme signifiant « Futur Recherche Innovation Société ») est un centre indépendant d'analyse et de prospective stratégique, étudiant les évolutions du système français et européen de recherche et d’innovation (SFERI). Il a pour mission d’éclairer la prise de décision, de formuler des recommandations de politique publique et d’accompagner le déploiement de stratégies concertées. Pour cela, FutuRIS développe une approche fondée sur des repères solidement documentés et sur la confrontation de visions d’acteurs et d’experts issus d’horizons divers. FutuRIS est animé par l'Association nationale de la recherche et de la technologie et est soutenu par une trentaine de contributeurs (ministères, agences, institutions de recherche, entreprises), avec l’appui de l’Académie des sciences et de l’Académie des technologies.

## Présidences du comité d'orientation
- Jean-François Dehecq (2003-2009), Denis Ranque (depuis 2010)

## Directeurs de FutuRIS
- Alain Bravo (2003-2004), Thierry Weil (2004-2005), Nadège Bouquin (2005-2008), Vincent Charlet](2008-2011), Laurent Zibell (depuis 2012), Paul Lucchese (depuis 2013)